# Holba (Hanušovice)

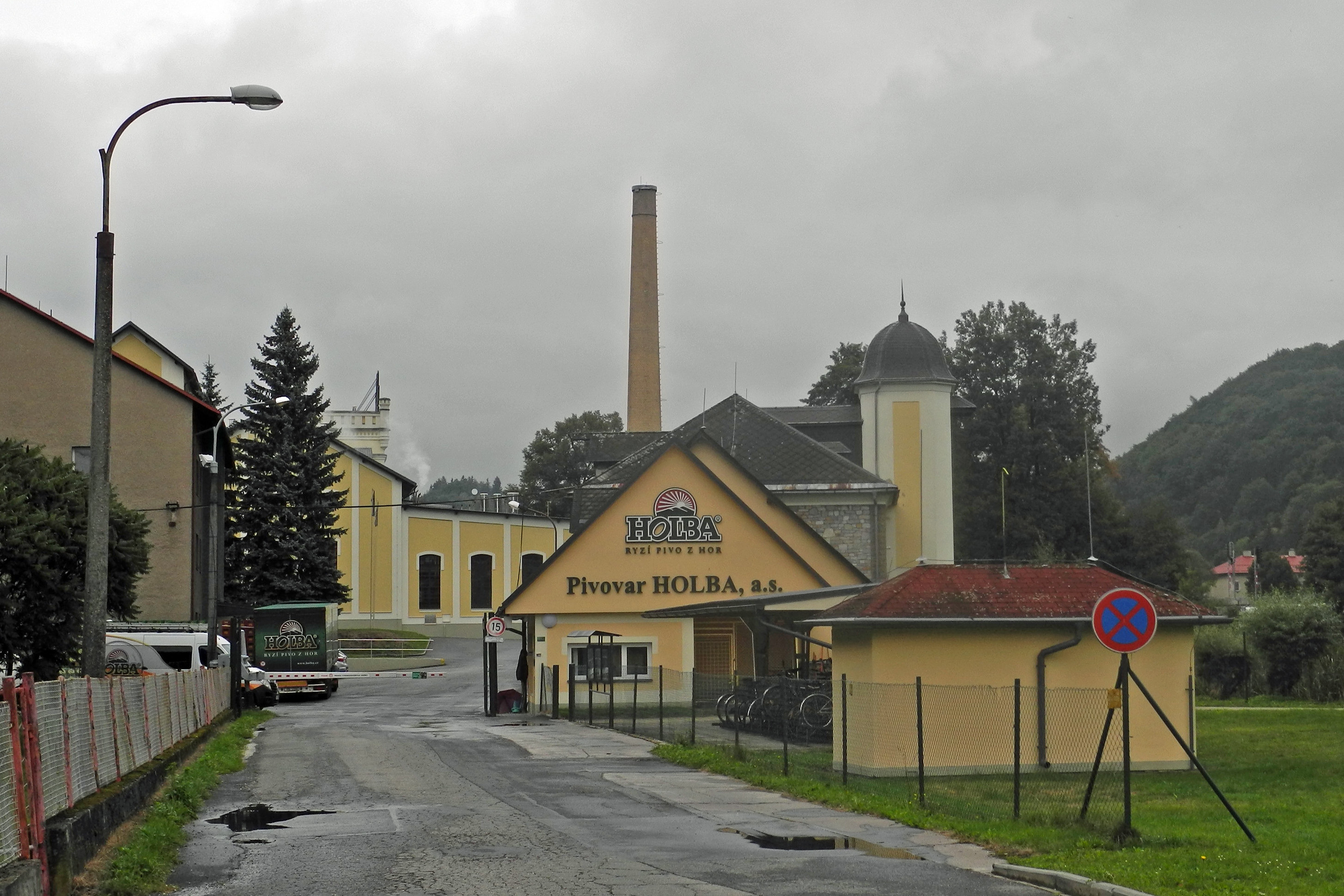
Brauerei in Holba

Holba (deutsch Halbseit) ist eine Ortslage der Stadt Hanušovice in  Tschechien. Sie liegt unmittelbar südlich von Hanušovice und gehört zum Okres Šumperk.

## Geographie
Holba erstreckt sich unterhalb der Einmündung der Branná (Mittelbordbach) im Tal der March im Hannsdorfer Bergland. Westlich erheben sich die Vršava (Römerberg, 665 m), Spáleniště (Brandberg, 717 m) und Raškovská Bouda (Baudenberg, 801 m). Im Osten liegt die Sušice (Dürreberg, 607 m) und südöstlich die Ruine der Burg Fürchtenberg.
Nachbarorte sind Hanušovice im Norden, Hynčice nad Moravou und Potůčník im Osten, Kopřivná und Lužná im Südosten, Dvůr Raškov im Süden, Lazy und Počátky im Südwesten, Na Vinici, Podlesí und Křivá Voda im Westen sowie Vlaské im Nordwesten. In Holba befindet sich der Bahnhof Hanušovice und die Bahnstation Hanušovice-Holba.

## Geschichte
Das Dorf Neudorf wurde zum Ende des 16. Jahrhunderts durch die Herrschaft Eisenberg unterhalb von Hannsdorf an deren Grenzrain am rechten Ufer der March angelegt. Später wurde es wegen der Häufigkeit von „Neudörfern“ in der Gegend als Halbseith bezeichnet.
Nach der Aufhebung der Patrimonialherrschaften bildete Halbseith/Holba einen Ortsteil der Gemeinde Nikles im Bezirk Mährisch Schönberg. In der zweiten Hälfte des 19. Jahrhunderts begann die Ansiedlung von Industrie. Zum Ende der 1850er Jahre errichtete der Mährisch Schönberger Unternehmer Eduard Oberleithner zwei Flachsspinnereien in Halbseit und Hannsdorf. Er baute die Betriebe weiter aus und in den 1870er Jahren gehörten sie mit 800 Arbeitern zu den größten ihrer Art in Mähren und Schlesien und waren zudem die modernsten in der ganzen k.k. Monarchie. Im Zuge der Industrialisierung wuchsen beide Dörfer zusammen. Da Hannsdorf im steilen Tal des Hannsdorfer Baches gelegen war, erfolgten die Industrieansiedlungen südlich am Mündungsbereich der Branná in die March; jedoch waren die Flächen nicht ausreichend für weitere Betriebe. Günstigere Bedingungen bot die gegenüberliegende breite Flussaue der March bei Halbseit.
1873 wurde die Strecke Sternberg – Mährisch Schönberg – Grulich eingeweiht, und in Halbseit der Bahnhof Hannsdorf errichtet. 1874 gründete Josef Mullschitzký die Brauerei von Mullschitzký & Comp. zu Hannsdorf-Halbseit, die ab 1882 als Brauerei von Chiari & Co. zu Hannsdorf-Halbseit firmierte. Diese Entwicklung führte den 1870er Jahren dazu, dass Halbseit / Holba mit den Ansiedlungen Weinberg, Hofwiesen und Nieder Hofwiese  eine eigene politische Gemeinde bildete. Nach dem Bau der Strecke Olmütz – Freiwaldau – Bad Ziegenhals in den Jahren 1883 bis 1888, entstand in Halbseit ein wichtiger Eisenbahnknotenpunkt in Nordmähren. 1890 bestand Halbseit aus 74 Häusern und hatte 796 Einwohner, die bis auf zwei Tschechen alle der deutschen Volksgruppe angehörten. Im Ort wurde ein Dampfsägewerk betrieben und es bestand eine einklassige Dorfschule.
1905 wurde mit der Lokalbahn Hannsdorf–Mährisch Altstadt eine weitere Bahnstrecke in Betrieb genommen. Zu Beginn des 20. Jahrhunderts siedelten sich in Hannsdorf und Halbseit weitere Betriebe zur Verarbeitung landwirtschaftlicher Produkte sowie eine Lederwarenfabrik und Mineralwasserfabrik an. Außerdem wurden Steinbrüche betrieben. 1923 wurde Halbseit mit Hannsdorf zusammengeschlossen und der Ort zur Minderstadt erhoben.
Infolge des Münchner Abkommens wurde Halbseit 1938 dem Deutschen Reich angeschlossen und gehörte bis 1945 zum Landkreis Mährisch Schönberg. 1945/46 erfolgte die Vertreibung der deutschen Bewohner. Im Ort ist die Brauerei Holba ansässig.

## Sehenswürdigkeiten
- Kapelle Mariä Hingabe, Barockbau aus dem Jahre 1725